# Basil Neven-Spence
Basil Hamilton Hebden Neven-Spence (* 12. Juni 1888, Leith, Schottland; † 13. September 1974, Edinburgh) war ein schottischer Politiker der konservativen Unionist Party.

## Leben

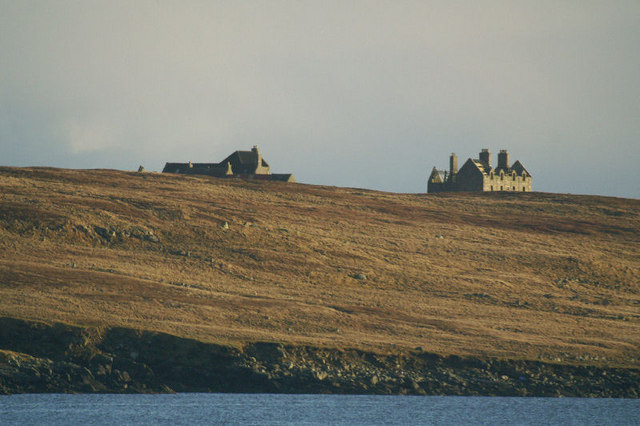
Uyea Hall (rechts), Wohnsitz von Basil Neven-Spence

Neven-Spence wurde 1888 als Sohn der shetländischen Großgrundbesitzer Thomas William Leisk Spence und Henrietta Fanny Hebden im heute zu Edinburgh gehörenden Leith geboren. Spence studierte Medizin an der Universität Edinburgh und schloss sich dann dem Militär als Militärarzt an. Während des Ersten Weltkriegs diente Neven-Spence in Ägypten und wurde für seinen Einsatz mit dem Nil-Orden ausgezeichnet. 1917 heiratete er Margaret Mackenzie. Nach Kriegsende untersuchte Neven-Spence im Sudan die Schlafkrankheit und kehrte anschließend nach Edinburgh zurück. Er verfasste seine Dissertation und wurde zum Doktor der Medizin promoviert. Neven-Spence lebte auf dem Anwesen Uyea Hall auf der Shetlandinsel Uyea.
Zusammen mit seiner Ehefrau zeugte Neven-Spence drei Nachkommen, einen Sohn und zwei Töchter. Sein Sohn Basil St Clair (* 1925) trat ebenfalls in den kolonialen Militärdienst ein. Nach Ende des Zweiten Weltkriegs erhielt er als junger, aufstrebender Soldat eine Position in der Verwaltung der heute zu Vanuatu gehörigen Insel Tanna. Bereits nach kurzer Dienstzeit beging er dort im Alter von 22 Jahren Suizid.

## Politischer Werdegang
Erstmals trat Neven-Spence bei den Unterhauswahlen 1929 auf politischer Ebene in Erscheinung, als er für die Unionist Party im Wahlkreis Orkney and Shetland kandidierte. Neven-Spence unterlag jedoch dem liberalen Gegenkandidaten Robert William Hamilton, welcher den Wahlkreis seit 1922 im Unterhaus vertrat. Abermals trat er zu den Unterhauswahlen 1935 in seinem Heimatwahlkreis an. Mit einem Wahlergebnis von 57,6 % konnte er die Stimmmehrheit für sich verbuchen und setzte sich diesmal gegen Hamilton durch. Bei den folgenden Unterhauswahlen 1945 verlor Neven-Spence 21,5 % seiner Stimmen und setzte sich nur knapp gegen den liberalen Joseph Grimond durch. Nach weiteren Stimmverlusten bei den Wahlen 1950 schied Neven-Spence aus dem Unterhaus aus. Zu den folgenden Unterhauswahlen trat er nicht mehr an.